# Paramispilopsis indica
Paramispilopsis indica är en skalbaggsart som beskrevs av Stefan von Breuning 1947. Paramispilopsis indica ingår i släktet Paramispilopsis och familjen långhorningar. Inga underarter finns listade i Catalogue of Life.